# جيك ريني
جيك ريني (30 يناير 1983 - ) هو لاعب كرة قدم غرينادا في مركز الهجوم.

## وصلات خارجية
- جيك ريني على موقع قاعدة بيانات كرة القدم.إي يو (الإنجليزية)
- جيك ريني على موقع ناشيونال فوتبول تيمز (الإنجليزية)
- جيك ريني على موقع Soccerway.com (الإنجليزية)